# コン・エアー
『コン・エアー』（Con Air）は、1997年に公開されたアメリカ映画。タイトル「コン・エアー」は、実在するアメリカ連邦保安官局の空輸隊JPATSの通称で、本作では囚人を護送する情況をリアルに再現している。

## ストーリー
湾岸戦争終結後に軍を除隊したキャメロン・ポー（ニコラス・ケイジ）は、退官式の夜に身重の愛妻トリシアが3人の酔っ払ったチンピラに絡まれたのを助けようとするが、誤って1人を死なせてしまう。軍人で格闘技に長けていた経歴が災いして正当防衛が認められず、第一級殺人罪で刑務所に8年服役するが、模範囚として仮釈放されることになり、「コン・エアー」専用の囚人輸送機“Jailbird”（監獄鳥：C-123K）に搭乗する。が、そこにはサイラス・グリサム（ジョン・マルコヴィッチ）を始めとする凶悪犯達が顔を連ねていた。離陸後、サイラスの計画によって飛行機がハイジャックされ、正義感の強いポーは何とか事態を打開しようとする。

## 登場人物

### 主人公
キャメロン・ポー（Cameron Poe）
演 - ニコラス・ケイジ
主人公で、元米陸軍レンジャー隊員。性格は真面目で、正義感は強く、ベイビー・オーやビショップなど仲間や女性は絶対に見捨てないというレンジャー精神を持っている。一方で、サイラスや他の囚人たちには皮肉なことを言う場面がしばしばある。服役中にトリシアやケイシーの手紙のやり取りを行ったり、スペイン語を習得している。
数年後、娘ケイシーの7歳の誕生日の日に模範囚として仮釈放の身となり、アラバマ空港まで「コン・エアー」で搬送されるはずが、サイラスたちの脱獄計画に巻き込まれてしまう。正義感の強さと仲間を大切にするという持ち前の強さを駆使して事件に巻き込まれた同じ囚人のベイビー・オーや護送官たちを救おうと奮闘、その過程でラーキンと出会い、やがて互いに共闘していく。上記の通り正義感は強いものの、それが行き過ぎたり、間違った方向に行ってしまうため、最終的にいくつもの大惨事を引き起こすきっかけになっている。
事件終結後は、自身の危険を顧みずに奮闘したラーキンの姿を見て、信用できる人物が3人になったと言った。その後、トリシアと再会を果たし、念願の娘ケイシーと初めて会うことができた。
ヴィンス・ラーキン（Vince Larkin）
演 - ジョン・キューザック
もう一人の主人公。連邦保安官。カーソンシティでのキャメロンの行動からキャメロンが味方であると誰よりも早く察知し、サイラスとシンディーノの裁判所の書類を用いた暗号を暴いて「コン・エアー」乗っ取り計画に気づくなど機知に優れている。部下のシムズがサイラスに殺されたことで強行的に解決しようとするマロイには真っ向から反発する。サイラスたちがラーナー飛行場に向かっていることを知り、マロイへの説得も失敗に終わったため、自身がマロイのオープンカー（シボレー・コルベット（C2））を無断借用してラーナー飛行場へと向かう。色々な車両運転も得意としているのかラーナー飛行場でクレーン車やドーザーの付いたトラックを、ラスベガスではバイクを扱う場面がある。
本編終盤では、ラスベガスで計画が潰えてもなお逃走を図ろうとするサイラスたちをキャメロンと共に追跡を開始し、ハシゴ車の運転席の天井を斧で叩き割り、運転していたスワンプに消火ホースで放水攻撃を行う。事件終結後はカーチェイスを経て、キャメロンの信頼を得る。

### 「コン・エアー」に搭乗する囚人

#### 主要な囚人
サイラス・グリサム（Cyrus Grissom）
演 - ジョン・マルコヴィッチ
天才凶悪犯で、通称「猛毒のサイラス（Cyrus "The Virus"）」。39歳。終身刑。強盗や誘拐、脅迫や殺人など数多くの犯罪を行っている。人生の25年間は刑務所で暮らしており、刑務所内の囚人を11人殺害し、暴動を起こしたり、脱獄を図ったことがある。序盤において囚人グループのリーダーとなり、ダイヤモンド・ドッグとピンボールの三人で「コン・エアー」乗っ取り計画を決行する。機長を自称し南アメリカに逃走しようとする。
服役中に法学博士など複数の学位を取得する優れた頭脳の持ち主で、スペイン語も習得している。戦闘力も高く、カーソンシティでは乗っ取り計画の露呈にいち早く気づき、自ら射殺するため接近してきた警官を逆に射殺したり、ラーナー飛行場では警察と州兵の部隊が迫るわずかな時間で迎撃作戦を考え、空き缶などを集めて作った簡易ジオラマを使って囚人たちに解説するなど，想定外の事態に即座に対応する冷静さも併せ持つ。
終盤では「コン・エアー」がラスベガスで墜落した後も警察の目を掻い潜って、ドッグとスワンプの三人ではしご車を強奪して逃走を図るも、追いかけてきたキャメロンとの格闘の末に外していなかった手錠をはしごにはめられた状態で歩道橋に激突し、工事現場まで吹き飛ばされ、最期は大型の杭打ち機で頭部を潰されて死亡した。
ガーランド・グリーン（Garland Greene）
演 - スティーヴ・ブシェミ
カーソンシティ空港で急遽「コン・エアー」でアラバマ空港に搬送されることになった連続殺人犯。7回の終身刑。アメリカ東部で37人の人間を惨殺しており、殺害した少女を助手席に乗せてドライブをした事があると言われる。また、その犯罪経歴は犯罪者や警察官の間でも有名で、キャメロンやベイビー・オーも彼の存在は知っていた。護送車から「コン・エアー」の檻に入るまでの間は厳重な拘束具で拘束されていた中でもその異様な様子は拘束具を外すようサイラスに頼まれたドッグでさえも恐怖を抱く。一方でサイラスからはVIPと呼ばれたり、「あんたのファンだ」と話しかけられるなど一種の憧れを抱かれている。しかし、本編では連続殺人犯と呼ばれながらもその片鱗を見せる姿は、良心が芽生える前にキャメロンに話しかけた時だけで、時折皮肉な言葉をキャメロンに投げつつも常に中立的な立場を取っている。
人物の言動からその人物の本性等を分析することができ、実際にキャメロンの言動に疑問を抱いていたビリーの言動から「彼（ビリー）は屈折した人間である」と分析している他、精神的に不安定な部分を自覚していて、ラーナー飛行場の近くにあるキャンピングカーで留守番していた少女に「自分は病気で、効く薬はない」と答えている。しかし少女は、それに対し純真無垢に「お祈りすればいいのよ」と答え、「一緒に歌って」と誘われ、少女と歌を歌った(曲目はHe’s Got The Whole World In His Hands（邦題：全てを御手に）)。グリーンはそれをどう取ったのか、彼女を殺さずに「コン・エアー」に戻った。ヘリが墜落して囚人たちが慌てる中で彼は呑気に歌を歌っており、ドッグからは険しい顔で見られている。
「コン・エアー」墜落後は姿を見せなかったが、エンドクレジット直前に、ただ一人逃げ延びてラスベガスのカジノで大勝している姿を見せる。彼の「今日はツキまくってる」という締めの台詞で、本作は終わる。
ダイアモンド・ドッグ（Diamond Dog）
演 - ヴィング・レイムス
本名ネイサン・ジョーンズ（Nathan Jones）。元ブラック・ゲリラの将軍で、囚人グループのNo.2。終身刑。シムズからは渋い二枚目と評されている。全米ライフル協会の本部を爆弾で襲撃した罪で刑務所に入れられていたが、内心ではいつか自らの犯行で全米が恐れ慄く“ドッグの日”を夢見ており、サイラスの計画が完全に成功するまでの間はサイラスに忠誠を誓っている。
また、小説家としての才能を持ち、服役中に「ダイアモンドの目」という小説を執筆し、2年後にデンゼル・ワシントンを主演として映画化が噂される程の人気小説となっている。
本編終盤ではサイラスやスワンプと共にはしご車で逃走するも追いかけてきたキャメロンの乗ったバイクの体当たりによる爆発に巻き込まれ爆死した。
ベイビー・オー（Baby-O）
演 - ミケルティ・ウィリアムソン
本名マイク・オーデル（Mike O'Dell）。キャメロンと同じ監房で服役していた黒人の囚人で、ベイビー・オーという名は愛称である。優しい性格でキャメロンを庇った仲間思い。服役中にキャメロンの友人となるが糖尿病を患っており、サイラスたちの「コン・エアー」乗っ取り計画の騒ぎの中にインスリンの入った瓶と注射器を壊されてしまう。その後は辛うじて予備のインスリンが残るも注射器がすべて壊されたために接種できなくなってしまう。
ラーナー飛行場離陸後はサイラスが「コン・エアー」に乗っている囚人の中に警察を導いた裏切り者（キャメロン）をあぶり出そうとビショップを撃ち殺そうとした際にキャメロンを庇って自身がやったと嘘をつき、直後にサイラスに腹を撃たれてしまうが、「コン・エアー」の墜落事故から辛くも生き延び、キャメロンに見送られながら病院に搬送される。
ジョニー・23（Johnny 23）
演 - ダニー・トレホ
本名ジョニー・バーカ（Johnny Baca）。キャメロンやサイラスたちと共に「コン・エアー」でアラバマへ送還される予定だった連続強姦犯であり、警察が把握している分の被害者は23人に及ぶ。また、強姦したごとに「1人につき1つずつ体にハートのタトゥーを入れる」、「強姦した人数に合わせてジョニーの後に付く数字の数を増やしていく（23人強姦すればジョニー・「23」、24人強姦すればジョニー・「24」となる）」というルールのようなものを持っていて、本人曰く「強姦した女性の数は23人ではなく正確には600人」と言う。また、スペイン語も話せる模様。
サイラスたちの乗っ取り計画後は足枷を外され、直後に機内で紅一点であったビショップを強姦しようとするもキャメロンに阻止された上で「糞野郎（DVD版ではゴキブリ、原語ではcockroach）だ」と非難され、サイラスからも「息子を出したら高度の空中から外に突き落とす」と釘を刺される。その後、カーソンシティではサイラス達と共に護送官になりすまし、合流することになる囚人たちを機内へと誘導し、ガーランドの誘導も行った他、ラーナー飛行場では管制塔に上って警察が来るかを監視する役割を担い、ラーキンの連絡を受けた警察部隊が向かってくるのを発見し、サイラスたちに伝えた。
その後はサイラス達と警察部隊の銃撃戦を利用して独り「コン・エアー」に戻り、動けないベイビー・オーを尻目に檻に押し込められていたビショップを再び強姦しようとするも、再びキャメロンに阻止され、手錠で両手を檻の天井につり上げられてしまう。それが原因となって、「コン・エアー」が墜落した際の衝撃でハートの刺青をしている方の腕が肩からちぎれ、死亡した。
フランシスコ・シンディーノ（Francisco Cindino）
演 - ジェシー・ボレゴ
麻薬カルテルの御曹司で、カーソンシティでサイラスたちと合流した麻薬シンジゲートのリーダー格であり、サイラスたちの計画を裏で首謀した黒幕でもある。
スペイン語で書かれた裁判所の通知を利用してサイラスと連絡を取り合い、脱獄計画が成功した暁には多額の金を報酬として提供する条件のもとサイラスやドッグを買収して脱獄計画を立案するが、その本来の目的は自身だけが逃走することに過ぎないが、犯罪経歴の一部を知っていたキャメロンによってその目的を見透かされており、その本音をサイラスに示唆されたことで計画を大きく狂わされることになる。
前のめりに埋もれてしまった「コン・エアー」を飛行可能にして逃亡手段を確保する「プランB」のどさくさに紛れて事前に自身の手下に用意させていた小型ジェット機で自分だけ逃亡を図るも、ラーキンの機転により失敗する。事態を察したサイラス一行には「後で迎えをよこす」と弁明するも、サイラスによって燃えさしのタバコをジェット機から漏れ出したガソリンに投げ込まれ、そのまま焼殺される。
スワンプ・シング（Swamp Thing）
演 - M・C・ゲイニー
本名アール・ウィリアムズ（Earl Williams）。シンディーノと共にカーソンシティでサイラスと合流した囚人。パイロットとしての腕前を持ち、囚人の代役としていなくなったパイロットの代わりに「コン・エアー」の操縦士を任される。だが、ピンボール曰く「田舎育ち」らしく、「コン・エアー」に搭載されていたビーコンを使用できる状態で機体から取り外す彼の行動を見て驚きの声を上げていた。
本編では操縦士及び運転士の役であるため、機内での騒動を把握していない場面があり、ラーナー飛行場では銃撃戦の最中に「コン・エアー」の離陸の準備を急ピッチで行っていたため、戦闘に関しての彼の描写はほとんど見られない。
本編終盤ではサイラスとドッグと共にはしご車を奪って逃走、運転を任されてキャメロンたちとカーチェイスを展開するもラーキンの放水攻撃に遭い、カジノ前に停車していたリムジンに衝突した勢いで車外に放り出されてしまう。カーチェイス後は会話するシーンで仰向けで咳込む姿があり、生きていることは確認できるが、その後の彼はどうなったかは不明である。
クレイジー・ビリー（Crazy Billy）
演 - ニック・チンランド
本名ウィリアム・"ビリー・ベドラム"ベッドフォード（William 'Billy Bedlam' Bedford）。元々は普通の亭主だったが、ある日、自宅で妻の浮気現場を目撃しており、その直後に車で彼女の実家に向かい、家族を皆殺しにした挙句に犬まで殺した罪で服役している大量殺人鬼。その残虐性から裁判で8回の終身刑判決を受けている。「コン・エアー」内では、サイラスやドッグと同じ個人用の檻に入れられ、キャメロンとベイビー・オーからは「お似合いだ」と笑われ、以降は彼らに嫌悪感を抱き始める。
その後、ドッグが「コン・エアー」の荷物室で見つけたサングラスをかけて現れたのを見て、キャメロンの目的を知るために荷物室のキャメロンの荷物を物色し、キャメロンの仮釈放通知書を見つけ、彼が仮釈放の身であることを知ると同時に追いかけてきたキャメロンと荷物室で闘うも、格闘の拍子で外れたパイプがキャメロンに蹴り飛ばされた勢いで背中から突き刺さって死亡する。
ピンボール（Pinball）
演 - デイヴ・シャペル
本名ジョー・パーカー（Joe Parker）。放火と強盗の罪で服役していた囚人で、サイラスとドッグと共に「コン・エアー」乗っ取り計画を実行した一人。明るく人をからかうのが好きな性格で、計画実行直前まで自分の隣に座っていた囚人をからかっていた。
離陸後はサイラスとドッグが隠し持っていた針金で手錠を外したのを確認してから胃袋に隠してファルゾンの監視の目を逃れた携帯パックに入った油とマッチ棒を使い、隣の囚人の体に発火させて計画を始動させた後にビショップから檻の鍵を奪い、サイラスとドッグを解放して乗っ取りに成功する。乗っ取り後はカーソンシティで降りる囚人の確認と椅子に手枷・足枷で動けなかった囚人たちを解放し、事件発生では激情したシムズに人質にされるもビショップを盾にしたサイラスがシムズを射殺したことで九死に一生を得る。
その後、カーソンシティ空港では護送官に扮し、「コン・エアー」に搭載されていたビーコンをアンクル・ボブの空中観光用飛行機の中に忍ばせるが、そこで観光用飛行機の整備をしていた女性に見つかり長々と世間話をしてる間にハイジャックに気付いた警察から逃走するため「コン・エアー」が離陸を始めてしまい、必死に乗り込もうとするも、機体の着陸装置に巻き込まれて死亡する。彼の遺体は着陸装置の異常を調べに来たキャメロンとドッグに見つけられ、キャメロンにマジックペンでラーキン宛てのメッセージをシャツに書かれて放り出され、地上の街の交差点で信号待ちをしていた乗用車のボンネットに直撃、死体袋に入れられて搬送される。
サリー＝キャント・ダンス（Sally Can't Dance）
演 - レノリー・サンチャゴ
本名ラモン・マルチネス（Ramon Martinez）。カーソンシティから「コン・エアー」に乗った囚人で、オネエ口調のオカマ。ラーナー飛行場到着後は近くの民家を物色して女物の衣服を見つけて着替え、離陸後は"Sweet Home Alabama"の曲に乗ってダンスを披露している。その後、空中戦の中で操縦室に入ろうとしたキャメロンに飛びかかるも歯が立たず、拳で殴られそうになった後に気を遣われて平手で倒される。「コン・エアー」墜落後はカーリーらと共に警察に逮捕される。この時に"彼"を捕らえるために銃を向けた警官から「お嬢さん（原語ではlady）」と呼ばれる。

#### その他の囚人
ここでは名前が判明している囚人のみ記載している。
コチース（Cochise）
演 - リチャード・L・デュラン
本名ウォーロック（Warlock）。ピンボールの隣に座っていたネイティブ・アメリカン系の囚人。ピンボールの作戦により、身体に火を付けられ火傷を負う。
カーソンシティ空港では、ピンボールが乗り遅れた際に彼から助けを求められるが、火傷を負わされた腹いせから見殺しにする。最終的にSWATとの銃撃戦で死亡する。
エイジャックス（Ajax）
演 - モンゴ・ブラウンリー
図体の大きい黒人の囚人。SWATとの銃撃戦では廃棄された飛行機の中から銃撃戦に応戦するが、上部にあった飛行機がSWATの銃撃により落下し爆死する。
ロンデル（Londell）
演 - デヴィッド・ラムゼイ
カーソンシティにて降ろされた囚人。若い黒人。
ワット（Watts）
演 - ジェリス・リー・ポインデクスター
カーソンシティにて降ろされた囚人。初老の黒人。
- カーソンシティで降りるはずだった囚人

ベンソン（Benson）
演 - ジェイミー・ボジアン
サイラス達の「コン・エアー」乗っ取り計画の実行中にサイラスが操縦室に乗り込もうとした時にひときわ大きく歓声を上げるも直後にサイラスの鎖を使って弾道を変えられた副機長の銃弾が心臓を貫通して即死する。
カールズ（Karls）
演 - ダグ・ディアース
ドイツ人。「コン・エアー」機内でファルゾンを挑発したことで、「ナチ野郎」と罵られた上に猿轡をされる。ベンソン死亡後は再びサイラスに弾道を変えられた副機長の銃弾で頭部を撃ち抜かれて即死する。
ポポビッチ（Popovich）
演 - ハーレイ・ズンブラム
白い髭と髪をした初老の老人。シムズの強行手段でシムズの死角から銃を奪おうとするも直後にシムズに射殺される。
- カーソンシティで合流した囚人

カーリー（Curly）
演 - ブレンダン・ケリー
本名コンラッド（Conrad）。カーソンシティ合流メンバーで一番早く機内に乗ったスキンヘッドの男。「コン・エアー」がサイラス達に掌握されているのを知るや否や思わず歓喜の声を上げるも直後にピンボールに注意される。ラーナー飛行場離陸後は拘束されている護送官の男に目がけて、口に含んだジュースを歯茎の間から吐き出す姿がある。その後、空中戦の中でキャメロンが操縦室に向かおうとするのを阻もうと銃で応戦し、キャメロンの左腕に命中するも怯みもしなかったキャメロンに返り討ちに遭う。「コン・エアー」墜落後は警察に逮捕される。
バイキング（Viking）
演 - コンラッド・グッド
金髪で、長身の男。ラーナー飛行場ではサイラスに「コン・エアー」を運ぶためのトラクターを持ってくるよう頼まれたり、警察部隊を迎え撃つ作戦会議でサイラスの足元にあった石ころを何の建物を例えているかと質問する場面がある。ラーナー飛行場離陸後の空中戦の中でキャメロンが操縦室に向かおうとするのを割れた酒瓶で迎え撃とうとするも返り討ちに遭う。「コン・エアー」墜落後はカーリーと共に警察に逮捕される。

### 連邦政府に所属する人物
サリー・ビショップ（Sally Bishop）
演 - レイチェル・ティコティン
囚人輸送機「コン・エアー」の女性護送官で、凛々しく、男勝りな性格の持ち主。ピンボールの起こした小規模火災で火からピンボールを遠ざけたものの、ピンボールに自身の持っていた檻の鍵を奪われ、サイラスとドッグの入れられていた檻を開けられてしまう。サイラスたちの乗っ取り計画に引っかかった後は人質として捕えられてしまう。その後、「コン・エアー」内では紅一点なために強姦の常習犯だったジョニー23に2度強姦されそうになるもどちらもキャメロンに助けられ、後にジョニー23には仕返しとばかりに強烈なハイキックを見舞った。本編終盤では操縦席を陣取ったキャメロンを捕まえようとしたサイラスを弾切れとなったM16A2で殴りつけて気絶させ、「コン・エアー」がラスベガスに墜落するも生還を果たす。
ダンカン・マロイ（Duncan Malloy）
演 - コルム・ミーニイ
麻薬取締局（DEA）捜査官で、シンディーノを逮捕した人物。部下思いだが好戦的かつ短気であるため、ラーキンとは反りが合わない。取り調べで一向に自供しないシンディーノの処理をFBIに奪われたくないと言っている他、常に護身用を兼ねた銃の携帯を優先的にしている。部下のシムズを囚人に偽装させてシンディーノの盗聴を行う作戦で、機内に銃を持ちこませてはいけないというラーキンの言葉に反発しながらも一度は了承する。しかしその後、ラーキンとファルゾンの目を盗んでシムズのボディチェック中に彼の靴下に自分の持っていた予備の銃をしのばせるがカーソンシティでハイジャックされた事、シムズが殺された事を知るや否やすべてラーキン達のせいだと突きつける。シムズの仇打ちの為に武装ヘリを要請、「コン・エアー」をキャメロンや護送官達ごと撃墜させる強行手段を取る。ラーナー飛行場での銃撃戦後は武装ヘリで「コン・エアー」を追跡、ラーキンの説得を無視して機銃で攻撃し、ミサイルで撃墜させようとするも直後にキャメロンが操縦室を乗っ取り、二人の説得に応じてミサイル攻撃を中止させる。「コン・エアー」墜落後のカーチェイス後はラーキンに「気分はどうだ？」と聞き、ラーキンに大破したオープンカーの鍵を返されて修理屋を紹介されるも「あの車はもう飽きてた」と返事し、事件の解決に安堵の息をついた。
ウィリー・シムズ（Willie Sims）
演 - ホセ・ズニーガ
DEAのエージェントで、マロイの部下。シンディーノの盗聴の為に囚人に偽装して「コン・エアー」に搭乗するもサイラス達の乗っ取り計画に直面する。騒ぎが落ち着いた後は、ピンボールに手枷・足枷を外された直後に激情してマロイが靴下に忍ばせた銃を握り、ピンボールを人質にとって単独で解決しようという強行手段を取る。しかし「お前一人では敵わない」と説得したキャメロンにも銃口を向け、死角から奪おうとしたポポビッチを射殺するも、最期はサイラスによって射殺された。
ファルゾン（Falzon）
演 - スティーヴ・イースティン
「コン・エアー」の護送官で、リーダー格。犯罪者を憎んでいるせいか、囚人達に対して終始酷い口調でしゃべり、キャメロンの持っていたケイシーの写真を取り上げてしまう他、機内での注意事項を端的に説明した後でカールズの挑発に肘打ちで応戦して猿轡をさせる。サイラスが「スチュワーデスさん、今日の機内映画は何ですか？」というジョークまがいの質問に「お前の映画だ。『私は一生女を抱けません』、同時上映に『素晴らしき自由よさようなら』だ」と答えるもサイラスからは「面白くないジョークだ」と言われてしまう。サイラス達の乗っ取り計画での騒ぎの中でベイビー・オーにインスリンを注射しようとしていた救護係の護送官の喉元を外した手錠で突き刺して殺していたドッグをテーザー銃で押さえつけようと必死になっていたがサイラスに「コン・エアー」を乗っ取られ、拘束されてしまう。カーソンシティで降りるはずだった囚人の代役にされ、キャメロンにシムズの盗聴器をしのばされた後に猿轡をされた状態でカーソンシティの警察に連行されてしまい、護送車の中で護送官に警棒で殴打されるも服の中から零れ落ちた盗聴器のおかげで「コン・エアー」が乗っ取られたことが警察に知られる。その後は登場はないが、護送車で搬送された後に保護され、キャメロンが盗聴器を忍ばせたと説明した事がラーキンの言葉として出ている。
スキップ・ディーヴァーズ（Skip Devers）
演 - ジョン・ローゼリアス
連邦保安官。ラーキンの上司。
ジニー（Ginny）
演 - アンジェラ・フェザーストーン
連邦保安官。ラーキンの部下。

### その他
デール
演 - デニス・バークレイ
バーのマスター。
トリシア・ポー
演 - モニカ・ポッター
キャメロンの妻。身重でありながらも事件に巻き込まれる不幸に見舞われた。
ケイシー・ポー
演 - ランドリー・オールブライト
キャメロンとトリシアの娘。自分が生まれる前にキャメロンが入獄したこともあり一度も父とは対面したことはない。

## キャスト
| 役名                           | 俳優                                  | 日本語吹替                                                 | 日本語吹替                                                                                     |
| 役名                           | 俳優                                  | ソフト版                                                   | テレビ朝日版                                                                                   |
| ------------------------------ | ------------------------------------- | ---------------------------------------------------------- | ---------------------------------------------------------------------------------------------- |
| キャメロン・ポー               | ニコラス・ケイジ                      | 大塚明夫                                                   | 大塚芳忠                                                                                       |
| ヴィンス・ラーキン             | ジョン・キューザック                  | 家中宏                                                     | 森川智之                                                                                       |
| サイラス・グリサム             | ジョン・マルコヴィッチ                | 壤晴彦                                                     | 樋浦勉                                                                                         |
| ガーランド・グリーン           | スティーヴ・ブシェミ                  | 二又一成                                                   | 青山穣                                                                                         |
| ダイアモンド・ドッグ           | ヴィング・レイムス                    | 大友龍三郎                                                 | 宝亀克寿                                                                                       |
| ベイビー・オー                 | ミケルティ・ウィリアムソン            | 安井邦彦                                                   | 後藤哲夫                                                                                       |
| トリシア・ポー                 | モニカ・ポッター                      | 落合るみ                                                   | 田村真紀                                                                                       |
| ケイシー・ポー                 | ランドリー・オールブライト            | 鈴木愛                                                     | かないみか                                                                                     |
| サリー・ビショップ             | レイチェル・ティコティン              | 堀越真己                                                   | 玉川紗己子                                                                                     |
| ダンカン・マロイ               | コルム・ミーニイ                      | 辻親八                                                     | 辻親八                                                                                         |
| ジョニー・23                   | ダニー・トレホ                        | 戸谷公次                                                   | 水野龍司                                                                                       |
| フランシスコ・シンディーノ     | ジェシー・ボレゴ                      | 高宮俊介                                                   | 藤原啓治                                                                                       |
| スワンプ・シング               | M・C・ゲイニー                        | 佐藤正治                                                   | 稲葉実                                                                                         |
| ビリー・ベドラム               | ニック・チンランド                    | 秋元羊介                                                   | 田中正彦                                                                                       |
| ウィリー・シムズ               | ホセ・ズニーガ                        | 松本大                                                     | 古田信幸                                                                                       |
| ピンボール                     | デイヴ・シャペル                      | 高瀬右光                                                   | 檀臣幸                                                                                         |
| ファルゾン                     | スティーヴ・イースティン              | 小山武宏                                                   | 藤本譲                                                                                         |
| サリー＝キャント・ダンス       | レノリー・サンチャゴ                  | 青山穣                                                     | 樫井笙人                                                                                       |
| スキップ・ディーヴァーズ       | ジョン・ローゼリアス                  | 中庸助                                                     | 小島敏彦                                                                                       |
| ジニー                         | アンジェラ・フェザーストーン          |                                                            |                                                                                                |
| 裁判官                         | ケヴィン・クーニー                    | 秋元羊介                                                   |                                                                                                |
| ピンボールが落下する車の運転手 | ドン・S・デイヴィス                   |                                                            |                                                                                                |
| トラックの下にいる老人         | ダブス・グリア                        | 中庸助                                                     | 茶風林                                                                                         |
| デール                         | デニス・バークレイ （クレジットなし） | 佐藤正治                                                   | 茶風林                                                                                         |
| 役不明又はその他               | N/A                                   | 仲野裕 塩屋翼 伊藤和晃 河合義雄 小野未喜 大橋世津 前田未来 | 楠見尚己 大川透 石井隆夫 星野充昭 小形満 廣田行生 西宏子 喜田あゆ美 遠藤純一 三浦智子 彩木香里 |
| 日本語版スタッフ               |                                       |                                                            |                                                                                                |
| 演出                           | N/A                                   | 中野洋志                                                   | 伊達康将                                                                                       |
| 翻訳                           | N/A                                   | 税田春介                                                   | 平田勝茂                                                                                       |
| 制作                           | N/A                                   | ACクリエイト DISNEY CHARACTER VOICES INTERNATIONAL, INC.   | 東北新社                                                                                       |
| 初回放送                       | N/A                                   | 2017年8月31日 『午後のロードショー』                       | 2000年8月27日 『日曜洋画劇場』 21:00-23:04                                                     |

## 備考

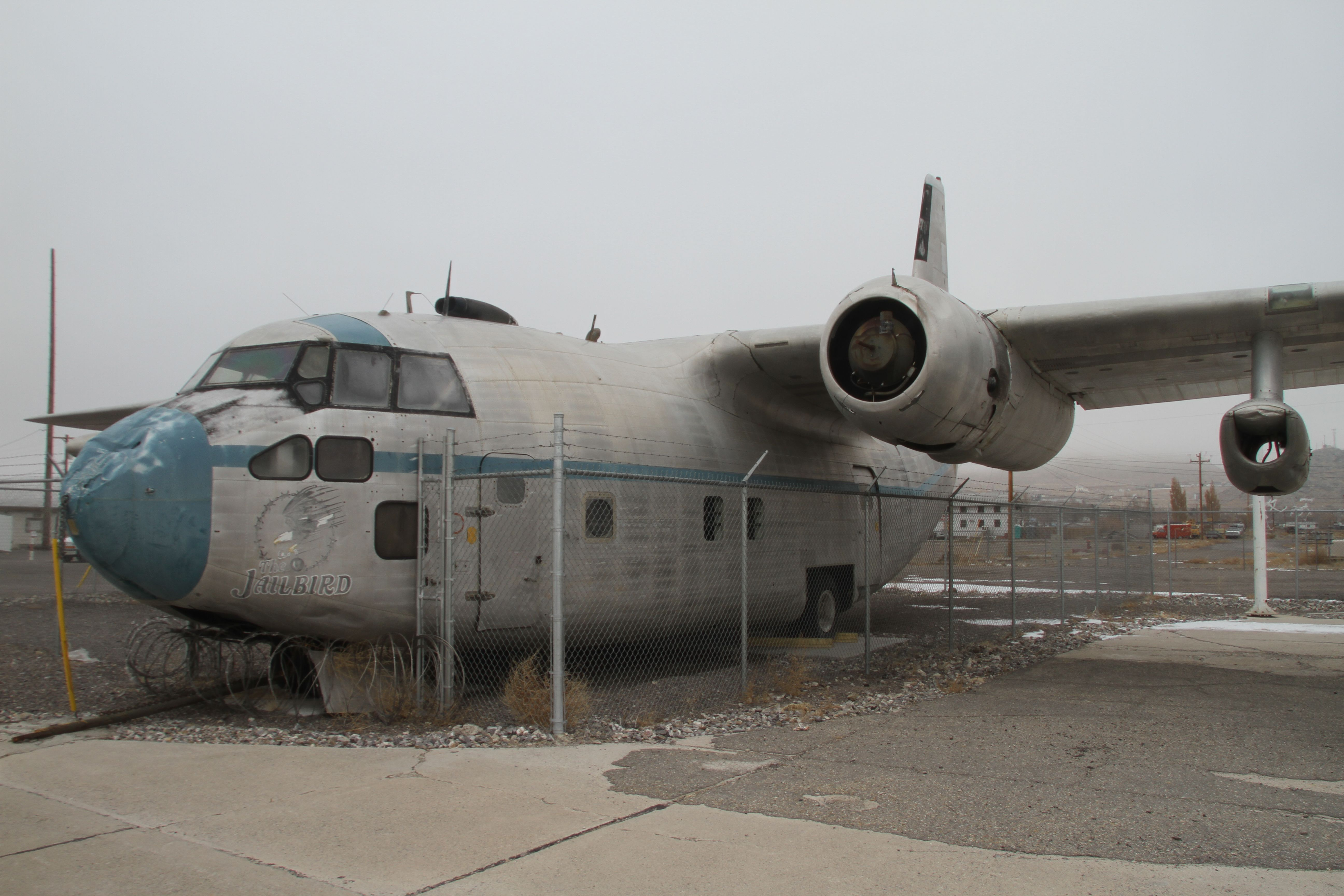
コン・エアーの撮影に使用されたC-123K。

- 主人公に陸軍レンジャー部隊出身のバックグラウンドを与えたのはケイジのアイデアである。
- CGが余り使われておらず、コン・エアーの描写などは、全て本物の飛行機（C-123K）を使って撮影されている。コン・エアーが車や街路樹をなぎ倒す、主翼が折れるシーンではミニチュアを使用して撮影されている。
- クライマックスでコン・エアーがラスベガスのホテルに激突するシーンは、廃業し解体予定だったラスベガスの名物ホテル、サンズ・ホテル（en）にて撮影。15台ものカメラを用意し、買い取った廃棄旅客機を突っ込ませ、一発撮影を実施した。構想段階ではカジノ、ホワイトハウスが検討されていた。
- 前述の通り、CGの使用が少ない。その中でCGが使われているシーンではキャメロンが収容される刑務所の外観、ピンボールの落下映像、シンディーノが炎に包まれる、コン・エアーがラスベガスの道路上を滑空する部分と道路を走る部分、主翼のプロペラが外れる場面である。
- ラスベガスでのサイラスの最期のシーンで、表現や演出が強引な部分がある。ハシゴ車のハシゴに拘束されたまま歩道橋に激突してアスファルトの道路に落ちるはずが、何故かどこにも存在していない工事現場のベルトコンベアの上に落下している。また、ベルトコンベアに落ちる前には送電線に接触している。通常、送電線は歩道橋よりも高い位置に張られる為、作中でサイラスが送電線に接触する事はまず無いはずである。他にも、サイラスがベルトコンベアから転落し、杭打ち機で頭を潰されるシーンである。普通ならサイラスはベルトコンベアの真下の地面に落ちるはずなのだが、何故か落下している場所が杭打ち機のハンマーの真下になっている。ベルトコンベアのすぐ傍に杭打ち機があるなら考えられることだが、ベルトコンベアと杭打ち機の距離が明らかに遠い為、差異が発生している。
- 伝説の凶悪犯罪者ガーランド・グリーンが護送車からコン・エアーに移乗される際の極度に厳重な警備は、映画『ジュラシック・パーク』（1993年）において、獰猛な肉食恐竜ヴェロキラプトルを輸送車から檻に移す時のシーンのパロディである。サイモン・ウェスト監督は作品中ではグリーンが幼気な少女と二人だけで時間を過ごすシーンを設定し、観客をハラハラさせるが、結局彼は彼女に何もする事もなく、一緒にゴスペルを歌い、そのあとは手を振って見送られ、最終的にはカジノで大儲けするというユーモラスな展開としている。

## 評価
レビュー・アグリゲーターのRotten Tomatoesでは66件のレビューで支持率は55%、平均点は5.60/10となった。Metacriticでは23件のレビューを基に加重平均値が52/100となった。

## 受賞
- 第18回ゴールデンラズベリー賞（ラジー賞）でWorst Reckless Disregard for Human Life and Public Property（「最低人命軽視と公共物破壊しまくり作品賞」）。

## ノミネート
- 第70回アカデミー賞
  - 歌曲賞  – "How Do I Live" – ダイアン・ウォーレン（作詞・作曲）
  - 録音賞  – ケヴィン・オコネル、グレッグ・P・ラッセル、アート・ロチェスター